# Ingrid Sitte
Ingrid Sitte (geb. Dreßler; * 1. Februar 1942 in Schkopau) ist eine deutsche Gebrauchsgraphikerin.

## Leben und Werk
Ingrid Dreßler absolvierte die Erweiterte Oberschule und machte nach dem Abitur ein Praktikum in der Malwerkstatt des VEB Chemische Werke Buna. Dann studierte sie von 1961 bis 1966 an der Hochschule für industrielle Formgestaltung Halle – Burg Giebichenstein (HIF) bei Walter Funkat Gebrauchsgrafik. Von 1966 bis 1980 arbeitete sie freischaffend in Halle/Saale, 1968 unterbrochen durch eine Anstellung bei der DEWAG Halle. Ab 1978 hatte sie an der HIF einen Lehrauftrag im Fach Schrift, ab 1980 war sie Lehrerin im Hochschuldienst. Neben ihrer Lehrtätigkeit entwarf sie u. a. Plakate, Signets und Exlibris. Sie war bis 1990 Mitglied des Verbands Bildender Künstler der DDR.
An der Hochschule hatte Ingrid Dreßler Willi Sitte kennengelernt, den sie 1965 heiratete.
Von 1990 bis 2007 war Ingrid Sitte künstlerisch-wissenschaftliche Mitarbeiterin an der HIF, dann hatte sie einen Lehrauftrag.
Ihre Tochter Sarah Rohrberg (* 1966) ist Kunstwissenschaftlerin und war bis 2019 Mitarbeiterin der Willi-Sitte-Stiftung Merseburg.

## Teilnahme an zentralen und wichtigen regionalen Ausstellungen in der Zeit der DDR
- 1974 und 1979: Halle/Saale, Bezirkskunstausstellungen
- 1977 bis 1988: Dresden, VIII. bis X. Kunstausstellung der DDR
- 1979/1980: Hannover, Kunstverein Hannover („Kunst aus der DDR. Bezirk Halle“)
- 1984: Halle/Saale, Staatliche Galerie Moritzburg („Walter Funkat und Schüler“)